# ایبوپروکسام
ایبوپروکسام (انگلیسی: Ibuproxam) یک داروی ضد التهابی غیر استروئیدی (NSAID) است.